# Шевченко Олександр Леонідович
Олександр Леонідович Шевченко (нар. 8 квітня 1971 року, Коломия Івано-Франківської області) — український підприємець, громадський діяч, політик. Автор ідеї, засновник та колишній директор гірськолижного курорту «Буковель». Нардеп України 7-го (2014) та 8-го скликань. Кандидат у президенти України на виборах 2019 року.

## Освіта
- 1986–1989 — студент Коломийського ГПТУ-14, спеціальність радіомонтажник (диплом з відзнакою).
- 1989–1995 — студент Чернівецького університету ім. Федьковича (фізичний факультет, спеціальність — «Радіотехніка», кваліфікація «Радіоінженер»).

## Професійна діяльність
З 1989 до 1995 року — монтажник радіоапаратури 2-го розряду в цеху № 4 Коломийського деревообробного заводу.
З березня 1995 року — менеджер з торгівлі підприємства «Аускопрут».
З січня 1997 до 2004 року — директор ВКФ «Кварта».
З 2004 року до 10.07.2014 — директор ТзОВ «Скорзонера» (компанія є власником гірськолижного курорту «Буковель»).
З 2010 р. — депутат Івано-Франківської обласної ради.
З 2014 р. — депутат Верховної Ради України.

## Громадська і політична активність
Член партії УКРОП, член президії політради.
Громадську діяльність почав 2004 року, коли на базі «Буковелю» створили благодійні довгострокові акції на підтримку малозабезпечених мешканців України. Було започатковано низку програм з реабілітації та оздоровлення дітей, хворих на ДЦП та дітей з інвалідністю з Івано-Франківської області.
Пізніше ці та інші програми, продовжилися в рамках створеного 2013 року Фонду Олександра Шевченка «Новий Івано-Франківськ». Фонд опікується програмами лікування та реабілітації учасників АТО, інвалідів та інших.
У програмах Фонду станом на 2018 рік взяли участь більше 80 тисяч осіб. Інформація про діяльність Благодійного Фонду Олександра Шевченка «Новий Івано-Франківськ» в 2017 році увійшла в звіт «International Human Rights Commission».
З 2010 року входить до складу комісії обласної ради з питань екології раціонального природокористування, рекреації та розвитку туризму.
З 2012 року очолює комісію з підготовки пропозицій і обґрунтувань щодо можливостей і перспектив проведення на території Івано-Франківської області зимових Олімпійських та Параолімпійських ігор 2022 року.
Під час Євромайдану допомагав активістам, на базі ТК «Буковель» організував табори оздоровлення та реабілітації постраждалих на Майдані.
Засновник та президент "Благодійного Фонду Олександра Шевченка «Новий Івано-Франківськ». Засновник та президент ГО Інститут розвитку міста «Новий Івано-Франківськ».

### У Верховній раді України
2014 — двічі обраний нардепом по мажоритарному Івано-Франківському виборчому округу № 83. Перший раз в травні 2014 року (в день виборів Президента України) на проміжних парламентських виборах. Вдруге обраний депутатом за мажоритарним Івано-Франківським округом № 83 на виборах 26 жовтня 2014 року.
У ВРУ 8-го скликання входив до Блоку Порошенка, 14 вересня 2015 року вийшов з неї. «Моє рішення ввійти до складу фракції БПП базувалося на підтримці передвиборчої програми кандидата в Президенти Петра Порошенка. Проте вже за пів року стало зрозуміло, що ця програма була лише передвиборчою декларацією, реалії ж показали шлях не в напрямку реформ, а в напрямку узурпації влади», — розповів Олександр Шевченко.
У 7 скликанні був членом Комітету ВРУ з питань економічної політики.
14 серпня 2014 у кулуарах ВРУ між Шевченком та Ляшком відбулась публічна суперечка. Свідками стали багато людей, у тому числі журналісти, а відео суперечки набрало мільйони переглядів в інтернеті. У ВРУ 8 скликання є членом Комітету ВРУ з питань бюджету.
Був кандидатом на пост Президента України 2019 року. Висловив підтримку Зеленському у другому турі виборів.

## Родина
Одружений, має трьох дочок та трьох синів.

## Нагороди
- Лицарський хрест ордена Святого Сильвестра (Ватикан, 4 червня 2012)[5][6]